# Puppi

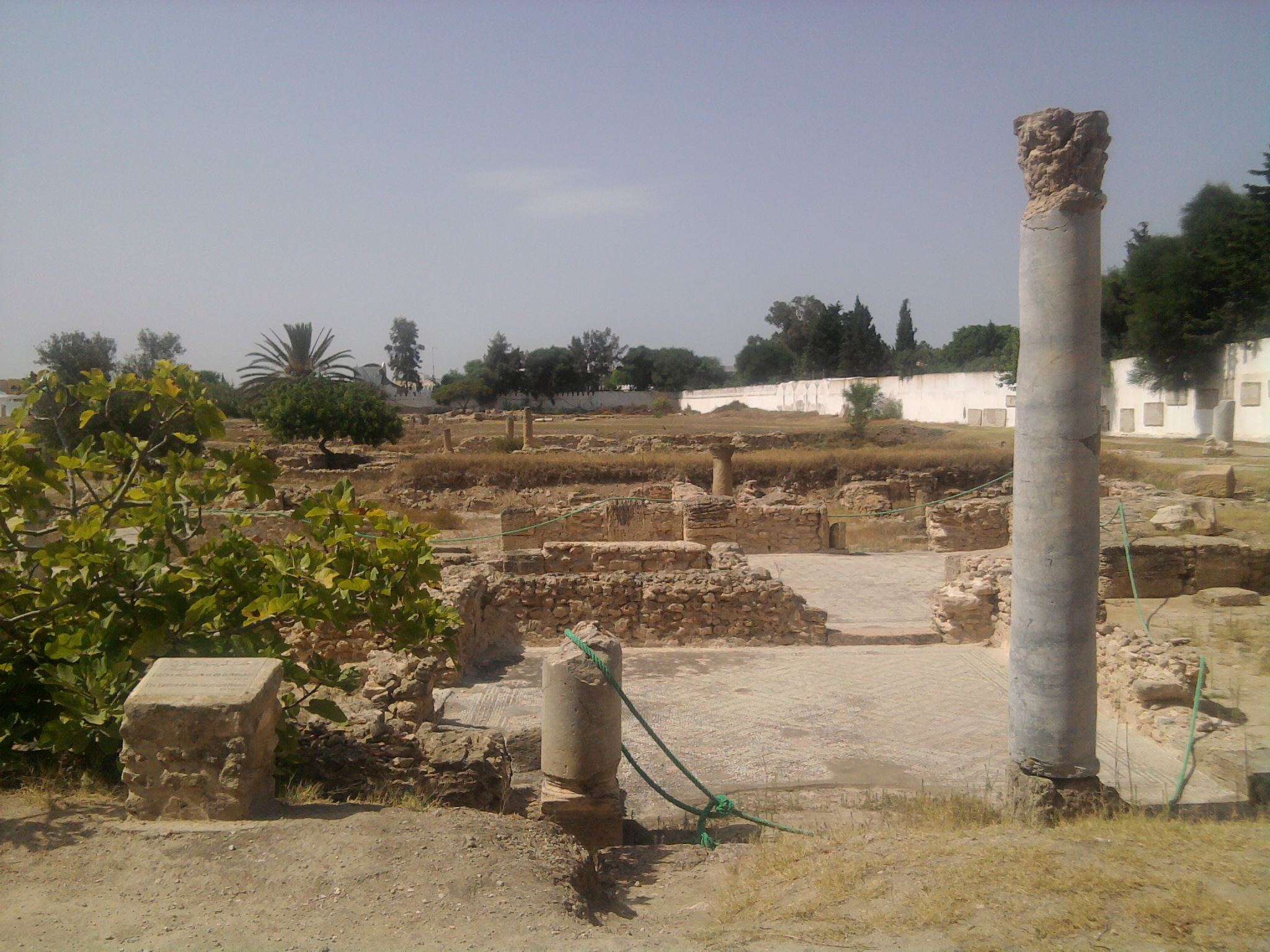
Pozostałości miasta Pupput

Puppi (łac. Diocesis Puppitanus) – stolica historycznej diecezji w Cesarstwie rzymskim w prowincji Afryka Prokonsularna, sufragania metropolii Kartagina. Ruiny tego starożytnego miasta Pupput znajdują się w pobliżu miasta Hammamet w Tunezji. Obecnie katolickie biskupstwo tytularne.

## Biskupi tytularni
| Lp. | Biskup                     | Funkcja                                    | Od               | Do               |
| --- | -------------------------- | ------------------------------------------ | ---------------- | ---------------- |
| 1   | Miguel Angel Alemán Eslava | biskup pomocniczy Viedma (Argentyna)       | 8 kwietnia 1968  | 5 kwietnia 1975  |
| 2   | André Nguyễn Văn Nam       | biskup koadiutor Mỹ Tho (Wietnam)          | 6 czerwca 1975   | 24 lutego 1989   |
| 3   | Péter Erdő                 | biskup pomocniczy Székesfehérvár (Węgry)   | 5 listopada 1999 | 7 grudnia 2002   |
| 4   | John Hsane Hgyi            | biskup pomocniczy Pathein (Mjanma)         | 25 stycznia 2003 | 24 maja 2003     |
| 5   | Giuseppe Negri             | biskup pomocniczy Florianópolis (Brazylia) | 14 grudnia 2005  | 18 lutego 2009   |
| 6   | Montfort Stima             | biskup pomocniczy Blantyre (Malawi)        | 25 stycznia 2010 | 6 grudnia 2013   |
| 7   | Timothy Yu Gyoung-chon     | biskup pomocniczy Seulu (Korea Południowa) | 30 grudnia 2013  | 15 sierpnia 2025 |